# Spartak Nalczyk
Spartak Nalczyk (ros. Футбольный клуб «Спартак» Нальчик, Futbolnyj Kłub "Spartak" Nalczik) – rosyjski klub piłkarski z siedzibą w Nalczyku, stolicy republiki Kabardo-Bałkarii, występujący w drugiej dywizji.

## Dotychczasowe nazwy
- 1959—1968: Spartak Nalczyk (ros. «Спартак» Нальчик)
- 1969—1972: Awtomobilist Nalczyk (ros. «Автомобилист» Нальчик)
- 1973—1975: Spartak Nalczyk (ros. «Спартак» Нальчик)
- 1976-1977: Elbrus Nalczyk (ros. «Эльбрус» Нальчик)
- Od 1977: Spartak Nalczyk (ros. «Спартак» Нальчик)

## Historia
Drużyna piłkarska Spartak została założona w mieście Nalczyk w 1959, chociaż już od 1935 w rozgrywkach lokalnych uczestniczył zespół Spartak Nalczyk. 
W 1959 klub debiutował w Klasie B, grupie 3 Mistrzostw ZSRR i występował w niej 4 sezony. W 1963 po reorganizacji systemu lig ZSRR okazał się w niższej lidze. W 1965 klub wygrał te rozgrywki i powrócił do Drugiej Grupy, podgrupy 1. Spartak występował tam w latach 1966–1970.
Po kolejnej reorganizacji ligowego futbolu w ZSRR Spartak grał w Drugiej Lidze, z wyjątkiem lat 1972–1976, 1979–1980, kiedy to reprezentował miasto w Pierwszej Lidze, spadając i awansując kilka razy. 
Klub z Nalczyka zdobył również dwa razy mistrzostwo Rosyjskiej FSRR, w 1965 i 1970 roku.
Spartak nosił w historii również nazwy: Automobilist (1969–1972) oraz Elbrus (1976).
W 1992 roku Spartak Nalczyk został wyznaczony do gry w Rosyjskiej Pierwszej Lidze (2. liga), z której jednak spadł w 1993 i powrócił do niej w 1995, po dwóch sezonach spędzonych w Drugiej Lidze. Od 1996 do 2005 klub regularnie występował w 2. lidze, w której zajął najwyższe (drugie) miejsce w 2005, co dało mu awans do Premier Ligi.

## Sukcesy
- 10 miejsce w Drugiej Grupie ZSRR, podgrupie 1: 1966
- 1/16 finału Pucharu ZSRR: 1972, 1973, 1974, 1992
- 9 miejsce w Rosyjskiej Premier Lidze: 2006
- 1/4 finału Pucharu Rosji: 2008

## Skład na sezon 2011/12
| Nr | Poz. | Piłkarz              |
| -- | ---- | -------------------- |
| 2  | OB   | Jurij Liebiediew     |
| 3  | OB   | Jewgienij Owsijenko  |
| 4  | OB   | Milan Jovanović      |
| 5  | PO   | Adnan Zahirović      |
| 6  | OB   | Andriej Lucanczenkow |
| 7  | PO   | Kantemir Berchamow   |
| 8  | NA   | Dawit Siradze        |
| 9  | NA   | Arsen Goszokow       |
| 10 | PO   | Nikita Maljarow      |
| 11 | PO   | Roman Koncedałow     |
| 13 | PO   | Aleksandr Szczanicyn |
| 14 | PO   | Daniłł Gridniew      |

| Nr | Poz. | Piłkarz                                        |
| -- | ---- | ---------------------------------------------- |
| 15 | NA   | Igor Portniagin (wypożyczony z Rubinu Kazań)   |
| 17 | OB   | Michaił Bagajew                                |
| 19 | OB   | Aleksandr Kulikow (wypożyczony z Rubinu Kazań) |
| 20 | OB   | Miodrag Džudović (kapitan)                     |
| 21 | NA   | Bogdan Milić                                   |
| 28 | PO   | Jovan Golić                                    |
| 30 | BR   | Otto Fredrikson                                |
| 31 | OB   | Leandro                                        |
| 33 | BR   | Jewgienij Pomazan (wypożyczony z CSKA Moskwa)  |
| 87 | NA   | Nazir Każarow                                  |
| 99 | PO   | Siergiej Pilipczuk                             |